# Galathea strigosa
Galathea strigosa je vrsta raka iz infrareda Anomura, obitelji štrigljača. Nastanjuje sjeveroistok Atlantskog oceana, od Nordkappa do Kanarskih otoka, kao i Mediteran i Crveno more. Vrsta je jestiva, no ne lovi se komercijalno. Najveća je vrsta koja pripada tzv. squat lobsters u sjeveroistočnom Atlantiku, s najvećom dužinom od 90 milimetara te dužinom leđnog oklopa ili karapaksa od 53 milimetara. Lako se prepoznaje prema poprečnim plavim crtama preko tijela.